# Gerardo Bönnhoff

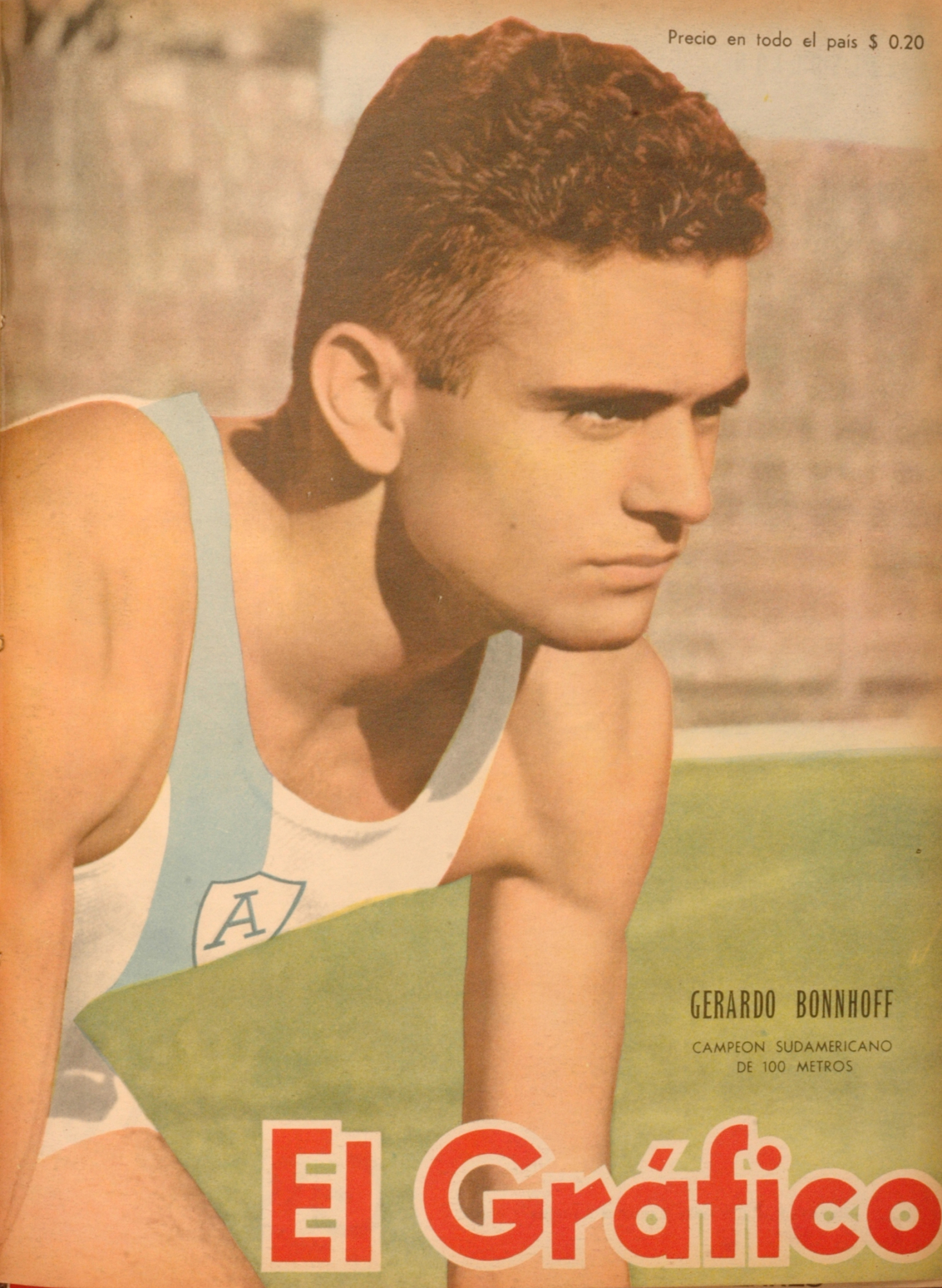
Gerardo Bönnhoff

Gerardo Bönnhoff (Geburtsname Gerhard Bönnhoff; * 24. Juni 1926 in Berlin; † 26. Dezember 2013 in Buenos Aires) war ein argentinischer Sprinter deutscher Herkunft.
Bei den Südamerikameisterschaften 1947 in Rio de Janeiro siegte er über 100 Meter und gewann Silber über 200 Meter. Im Jahr darauf erreichte er bei den Olympischen Spielen 1948 in London über 100 und 200 Meter das Viertelfinale und schied in der 4-mal-100-Meter-Staffel im Vorlauf aus.
1951 wurde er bei den Panamerikanischen Spielen in Buenos Aires Vierter über 200 Meter und gewann Bronze mit der argentinischen 4-mal-100-Meter-Stafette.
1952 siegte er bei den Südamerikameisterschaften in Buenos Aires über 200 Meter und holte Silber über 100 Meter. Bei den Olympischen Spielen in Helsinki wurde er Sechster über 200 Meter und gelangte mit der argentinischen 4-mal-100-Meter-Stafette ins Halbfinale.
Bei den Südamerikameisterschaften 1956 in Santiago holte er Silber über 100 Meter und Bronze über 200 Meter.

## Persönliche Bestzeiten
- 100 m: 10,3 s, 1. Dezember 1945, Buenos Aires
- 200 m: 21,3 s, 28. September 1947, Buenos Aires